# North Caney Creek (White Oak Creek)
Der North Caney Creek ist ein Fluss nördlich von Sulphur Springs im nördlichen Hopkins County, im US-Bundesstaat Texas, in den Vereinigten Staaten. Er befindet sich unweit des Interstate 30.
Seine Quelle entspringt etwa 800 Meter westlich von Posey. Der North Caney Creek schlängelt sich anschließend etwa 24 Kilometer in südöstliche Richtung, wo er 3,2 Kilometer nordwestlich von Weaver in den White Oak Creek (auch White Oak Bayou genannt) mündet. In seinen höheren Lagen, ist der Wasserfluss zeitweilig unterbrochen. Der Fluss durchläuft teilweise flaches wie schlängelndes Gelände mit Lehmboden beziehungsweise sandigem Lehm. Die sich einreihende Vegetation am Fluss besteht hauptsächlich aus Laubbäumen, Nadelbäumen und Gräsern. Ein linker Nebenfluss ist der Little Caney Creek.
Im North Caney Creek sind unter anderem folgende Fischarten ansässig:
- Amerikanischer Hecht
- Amerikanische Rotflossenorfe
- Forellenbarsch
- Fundulidae (Fundulus notatus)
- Gelber Katzenwels
- Grasbarsch
- Groppen
- Piratenbarsch
- diverse Arten von Sonnenbarschen
- Springbarsche[5]